# Полунин, Аркадий Павлович
Аркадий Павлович Полунин (6 [18] июля 1889 — 23 февраля 1933) — штабс-капитан Русской армии, эмигрант, соучастник убийства В. В. Воровского.

## Биография

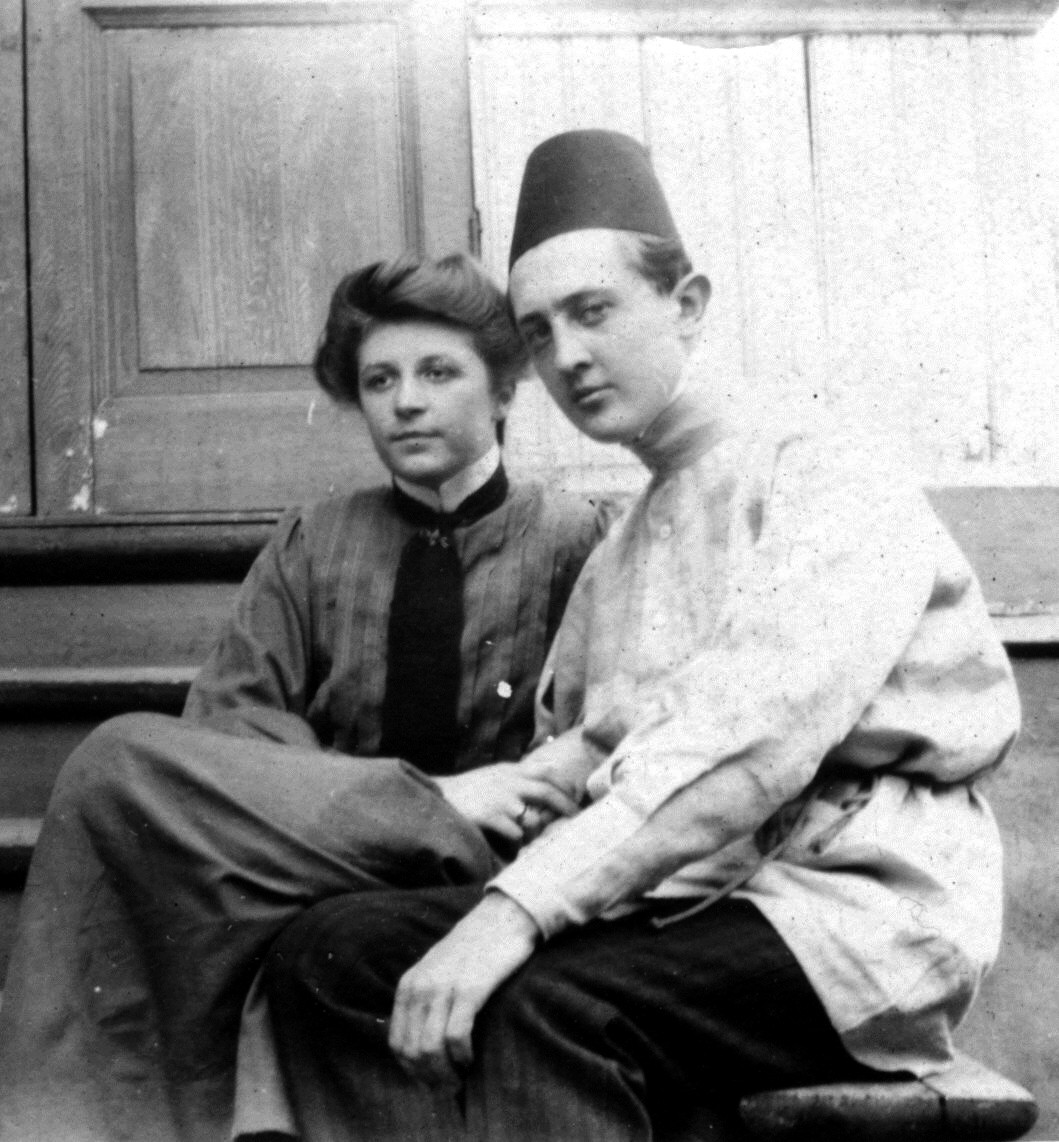
Софья и Аркадий Полунины, 1911 год.

Сын статского советника, инженера путей сообщения Павла Фёдоровича Полунина. Мать — Мария Апполинарьевна Рукевич, дочь генерал-лейтенанта А. Ф. Рукевича. Родился в Новороссийске Черноморской губернии. В 1910-1911 годах учился в Психо-неврологическом институте, но неизвестно окончил ли его. По другим сведениям, нуждающимся в проверке, имел юридическое образование.  Был женат на Софье Сергеевне Кривенко, дочери известных народников С. Г. Кривенко и С. Е. Усовой. В конце 1913 года у Аркадия и Софьи родилась дочь Ева. Во время Первой мировой войны служил ротмистром Кавказского Конно-горного артиллерийского дивизиона. В Гражданскую войну в чине штабс-капитана служил на юге России. По словам биографов, во время гражданской войны жену Полунина пьяные дезертиры "истязали" на глазах избитого и привязанного к кровати Аркадия и его малолетней дочери. В 1920 году вместе с армией Врангеля эвакуировался в Галлиполи. Служил (на 28 декабря 1920) в штабе Кавалерийской дивизии в Галлиполи. С 1921 года жил в Женеве, где работал секретарём Ю. И. Лодыженского в отделении Красного Креста. 

### Убийство В. В. Воровского
В марте 1923 года  встретился в Женеве со своим товарищем по Белой армии капитаном Морисом Конради. Конради поделился с Полуниным своим желанием «убить кого-нибудь из советских вождей, чтобы отомстить за семью». Вскоре Полунин и Конради узнали о предстоящем приезде в Лозанну советского дипломата В. В. Воровского. Полунин и Конради решили, что их жертвой должен стать именно он.
10 мая 1923 года в Лозанне, в ресторане отеля «Сесиль», Морис Конради застрелил советского дипломата Вацлава Воровского и ранил двух его помощников — Ивана Аренса и Максима Дивилковского. После этого он бросил пистолет (по другим рассказам — отдал его метрдотелю) и сдался полиции со словами: «Я сделал доброе дело — русские большевики погубили всю Европу… Это пойдет на пользу всему миру». Полунин был арестован на следующий день в Женеве.

### Судебный процесс
Судебный процесс по делу Конради и Полунина начался в Лозанне 5 ноября 1923 года. Дело слушалось в федеральном суде Швейцарии. Адвокатом Полунина  был Теодор Обер, а Конради защищал Сидней Шопфер (Sidney Schoepfer). Конради в своих показаниях отрицал участие Полунина в подготовке убийства.
Прокурор в своём выступлении заявил, что преступлением является убийство даже тирана. В ответ адвокат Полунина Теодор Обер указал в окно на памятник Вильгельму Теллю, предложив снести памятники национальному герою Швейцарии, убившему когда-то жестокого наместника германского императора.
Обер чётко понимал значение предстоящего процесса.
Это будет не процесс Конради и Полунина, а процесс большевизма, и большевизму должен быть вынесен обвинительный приговор.
В результате суд, получивший широкий международный резонанс, большинством в девять против пяти голосов оправдал М. Конради. Согласно формулировке вердикта, Конради был признан "действовавшим под давлением обстоятельств, проистекших из его прошлого".
Сразу после окончания процесса швейцарские власти издали постановление о высылке Полунина из страны за злоупотребление правом убежища и нарушение общественного порядка.

### Во Франции
Позднее был близок к руководству Русского общевоинского союза. Жил в Париже. Адрес проживания, указанный в метрике о смерти — Париж, 14 Rue du Commandant Léandri.
Скончался при загадочных обстоятельствах. Ему стало плохо в вагоне поезда, следовавшего из Парижа в Дрё, он потерял сознание и был доставлен в местный госпиталь, где и скончался. Одна из версий его смерти, что он во время войны был контужен в голову, временами у него случались припадки, и его смерть результат одного из них. Другая версия, что к его смерти, возможно, было причастно ОГПУ. Его соратники писали: «умер при странных обстоятельствах», вспоминая, что ещё в ноябре 1923 года на митинге Феликс Дзержинский заявил: «Мы доберёмся до негодяев», то есть до Конради и Полунина.
Похоронен на местном кладбище в Дрё 27 февраля 1933 года.

## Семья
- Жена (первый брак) — Софья Сергеевна Кривенко[9][7], дочь народников С. Г. Кривенко и Софьи Ермолаевны Усовой (1858—1916), близких друзей семьи И. Н. Сахарова[14][15].
  - Дочь от первого брака — Ева[9] (фр. Eva Polounine, 11(24).12.1913, Санкт-Петербург — ?)[7], в 1933 году жила в Сербии[16],  27 апреля 1944 вышла замуж в Бордо (Франция) за Мануэля Мартинеса (фр. Manuel Martinez)[17].
- Жена (второй брак) — Елена Викторовна Полунина, урождённая Сахарова (29 января 1894, Варшава — 20 марта 1989, Париж[18]),  дочь генерал-адъютанта, генерала от инфантерии В. В. Сахарова[3].
- Брат — Павел Павлович Полунин (25 октября 1881—?), был женат на Глафире Волошиной[19].

## Комментарии
1. ↑  Есть сведения о том, что адвокатом был на процессе также Я. С. Гуревич[10].  Гуревич Яков Самойлович, р. 1 фев. 1869 (1870) в Александровске. Присяжный поверенный в Санкт-Петербурге. В эмиграции с 1922 во Франции. Защитник на процессе Конради и Полунина. Ум. 8 дек. 1936 в Париже.